# Juste un regard (mini-série, 2017)
Pour les articles homonymes, voir Juste un regard (homonymie).
Juste un regard est une mini-série dramatique française en 6 épisodes de 52 minutes, créée par Harlan Coben, d’après son roman américain du même titre (Just One Look, 2004) et diffusée entre le 2 juin 2017 et le 16 juin 2017 sur le réseau RTS Un en Suisse romande.
Cette série est également diffusée en Belgique entre le 4 juin 2017 et le 18 juin 2017 sur RTL-TVI et en France entre le 15 juin 2017 et le 29 juin 2017 sur TF1.

## Synopsis
Garde-chasse à l'Office national des forêts, Eva Beaufils mène une vie tranquille avec son mari Bastien et leurs deux enfants, Salomé et Max. Un matin, Eva trouve une photo de groupe dans son courrier, où elle reconnaît son Bastien plus jeune. Quand elle lui en parle, il nie que ce soit lui. Alors qu'il a emmené les enfants à un concert, elle reste à la maison, mais sans nouvelles de sa famille, appelle la police. Un employé d'hôtel finit par l'appeler le lendemain matin : son mari a disparu, laissant leurs enfants dans une chambre. 
Alors qu'elle ne sait ce qu'il est devenu, Grégory Marsan reprend contact avec elle. Ils se sont connus quinze ans plus tôt, après un incendie lors d'un concert dans les Catacombes qui avait coûté la vie à de nombreuses personnes, dont le fils de Marsan, et où Eva avait elle-même failli mourir. Marsan lui propose de l'aider, et lui offre les services de son homme de main pour protéger sa famille.
Eva découvre un téléphone que Bastien cachait et qui contient deux numéros. L'un est celui d'une avocate qui s'avère être sa sœur, avec qui il n'avait plus de relations depuis des années. L'autre est celui d'une boîte de nuit, le Shine. Quand Eva y va pour en savoir plus, un individu ouvre le feu et tue le patron de la boîte de nuit. Eva apprend par le patron de Bastien que ce dernier louait un appartement à Montmartre. En s'y rendant, elle y découvre une jeune femme qui travaillait au Shine, et qui apparaît aussi sur la photographie. Pendant ce temps, une de leurs voisines remarque l'absence de son voisin, remplacé par un inquiétant personnage, qui sème les cadavres derrière lui. Que cache-t-il dans la maison dont il a pris possession ?

## Distribution
- Virginie Ledoyen : Eva Beaufils
- Thierry Neuvic : Bastien Beaufils
- Thierry Frémont : Grégory Marsan
- Arthur Jugnot : Daniel
- Jimmy Jean-Louis : Éric Toussaint
- Julie Gayet : Sandrine Koval-Beaufils, la sœur de Bastien
- Joseph Malerba : Franck / Crapaud, l'homme de main de Marsan
- Carole Richert : Mme Marsan
- Stanislas Merhar : Jimmy O, le chanteur du concert dans les Catacombes
- Mathilde Bisson : Crystal / Angélique Lambert
- Michaël Abiteboul : Hubert Caillard
- Anne Girouard : Capitaine Valert
- Sophie-Charlotte Husson : Mylène Losdat, la voisine
- Christophe Vandevelde : Olivier Losdat
- Oscar Geraldes Galpin : Thomas Losdat
- Philippe Lelièvre : Serge Leroux
- Harlan Coben : Le chirurgien du bloc opératoire
- Joséphine Hélin : Salomé Beaufils
- Jean-Baptiste Blanc : Max Beaufils

## Fiche technique
- Titre original : Juste un regard
- Création : Harlan Coben
- Réalisation : Ludovic Colbeau-Justin
- Scénariste : Harlan Coben, d’après son roman éponyme Just One Look (2004)
- Adaptation et dialogues : Patrick Renault, Kristel Mudry, Sébastien Vitoux, Sophie Hiet, Mehdi Ouajhab et Aude Marcle
- Photographie : Thomas Lerebour et Vincent Vieillard-Baron
- Musique : Maxime Lebidois
- Casting : Joanna Delon
- Production : Sydney Gallonde et Harlan Coben
- Sociétés de production : VAB Productions
- Sociétés de distribution : TF1 Distribution
- Budget : ?d'euros
- Pays d'origine :  France
- Langue originale : français
- Format : couleur
- Genre : mini-série
- Durée : 52 minutes
- Date de diffusion :
  -  Suisse : 2 juin 2017 sur RTS Un[1]
  -  Belgique : 4 juin 2017 sur RTL-TVI[3]
  -  France : 15 juin 2017 sur TF1

## Production

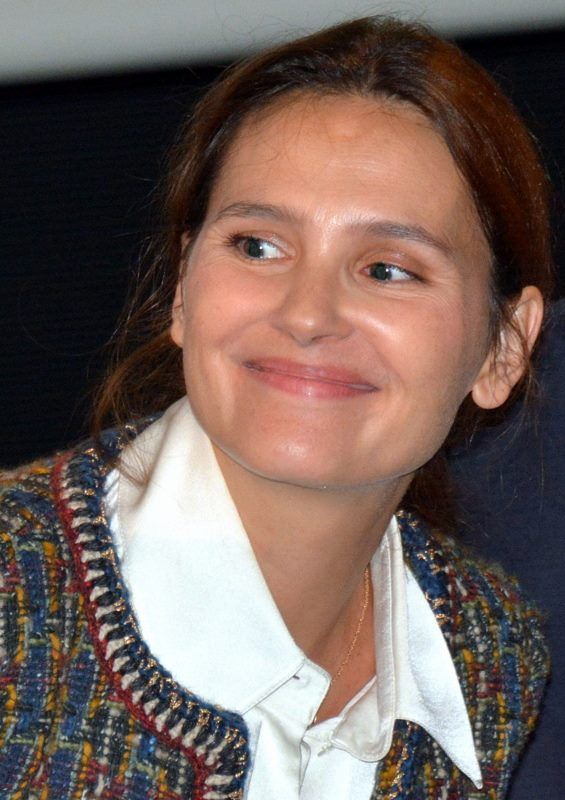
L'actrice principale Virginie Ledoyen, l'année de tournage de la mini-série.

### Développement
La mini-série est l'adaptation du roman Juste un regard d'Harlan Coben, paru en 2004. Estimant qu'il était impossible de « compresser cet ouvrage si dense et plein de rebondissements en deux heures pour le cinéma », Harlan Coben a opté pour une série télévisée. Il a imposé un droit de regard sur l'ensemble : casting, éclairage, bande son... Il a été enthousiasmé par Virginie Ledoyen et Julie Gayet, qu'il qualifie d'« actrices exceptionnelles ».

### Tournage
L’équipe de VAB Productions tourne le 22 août 2016 en Île-de-France pour une durée de quinze semaines, précisément dans un collège de Seine-et-Marne, sur une route forestière du Val-d'Oise, dans un centre nautique et dans une maison et sa rue pavillonnaire en Essonne, ainsi que dans les Hauts-de-Seine.

## Épisodes
| No. | Titre     | Réalisation            | Scénario     | Diffusion en France |
| --- | --------- | ---------------------- | ------------ | ------------------- |
| 1   | Épisode 1 | Ludovic Colbeau-Justin | Harlan Coben | 15 juin 2017        |
| ?   |           |                        |              |                     |
| 2   | Épisode 2 | Ludovic Colbeau-Justin | Harlan Coben | 15 juin 2017        |
| ?   |           |                        |              |                     |
| 3   | Épisode 3 | Ludovic Colbeau-Justin | Harlan Coben | 22 juin 2017        |
| ?   |           |                        |              |                     |
| 4   | Épisode 4 | Ludovic Colbeau-Justin | Harlan Coben | 22 juin 2017        |
| ?   |           |                        |              |                     |
| 5   | Épisode 5 | Ludovic Colbeau-Justin | Harlan Cohen | 29 juin 2017        |
| ?   |           |                        |              |                     |
| 6   | Épisode 6 | Ludovic Colbeau-Justin | Harlan Coben | 29 juin 2017        |
| ?   |           |                        |              |                     |

## Accueil

### Audiences
Lors des premières diffusions françaises en ce 15 juin 2017 sur TF1, les deux épisodes ont été suivis par 5 millions de téléspectateurs — soit 24,5 % de la part d'audience — dont 5 381 000 en première partie de soirée.
En seconde semaine, une forte baisse sur les deux épisodes ayant rassemblé 4 millions de fidèles, soit 19,8 % de la part d’audience ; cela démontre qu’ils ont perdu 942 000 curieux (4,7 %).

## Produits dérivés

### Livre
Cette mini-série est adaptée du roman américain du même titre, déjà parue aux éditions Dutton Books à New York en 2004 et aux  éditions Belfond à Paris dans la même année.
- Juste un regard, 2004 ((en) Just one look, 2004), trad. Roxane Azimi

### Sortie en DVD et disque Blu-ray
Cette mini-série en DVD et Blu-ray prévoit la sortie dès le 25 juillet 2017 en France.